# Kostel svaté Máří Magdaleny (Ostrov u Macochy)
Kostel svaté Maří Magdalény je římskokatolický farní kostel v Ostrově u Macochy v okrese Blansko. 

## Historie
První písemná zmínka o existenci zdejší fary pochází z roku 1437, ale kostel v Ostrově stál zřejmě již koncem 13. století. V jižní stěně kostela byl totiž nalezen zazděný gotický portálek z hrubého kamene pravděpodobně ze 13. či 14. století.
V 16. a 17. století kostel sloužil protestantské bohoslužbě (držitelé Ostrova byli stoupenci Jednoty bratrské).
Roku 1650 zachvátil Ostrov velký požár, při kterém kostel vyhořel. Místní poustevník pak začal sbírat almužny, ze kterých byl kostel znovu opraven. Roku 1779 byla přistavěna věž a o dalších šest let později došlo k rozšíření kostela. Velkou opravou prošel roku 1848.  Dne 5. června 1851 však blesk zasáhl věž a zapálil ji. Roztavily se tak tři z pěti zvonů (mimo jiné i zvon z roku 1550 s reformačním nápisem „Slovo Páně zůstane na věky: Kdo sedá k stolu, nemodlí se k Bohu, jest přirovnán k volu. Amen. 1550“). Kolem kostela byl do roku 1898 hřbitov.
Kostel je přístupný kromě bohoslužeb také v rámci Noci kostelů.